# Гелена Бешович
Гелена Бешович (нар. 28 серпня 1984) — колишня боснійська тенісистка.
Найвищу одиночну позицію світового рейтингу — 733 місце досягла 11 червня 2007, парну — 631 місце — 6 серпня 2007 року.
Здобула 3 парні титули туру ITF.
Завершила кар'єру 2008 року.

## Фінали ITF
| Турніри $25,000 |
| Турніри $10,000 |

### Одиночний розряд (0–3)
| Результат | Ранг | Дата           | Турнір             | Покриття | Суперниця     | Рахунок       |
| --------- | ---- | -------------- | ------------------ | -------- | ------------- | ------------- |
| Поразка   | 1    | 9 липня 2006   | ITF Саутлейк, США  | Тверде   | Ешлі Вейнголд | 6–3, 3–6, 3–6 |
| Поразка   | 2    | 27 травня 2007 | ITF Ель-Пасо, США  | Тверде   | Габріела Пас  | 3–6, 0–6      |
| Поразка   | 3    | 29 липня 2007  | ITF Евансвілл, США | Тверде   | Кімберлі Кутс | 6–7(3–7), 5–7 |

### Парний розряд (3–1)
| Результат | Ранг | Дата           | Турнір                  | Покриття | Партнерка       | Суперниці                                          | Рахунок          |
| --------- | ---- | -------------- | ----------------------- | -------- | --------------- | -------------------------------------------------- | ---------------- |
| Перемога  | 1    | 3 вересня 2001 | ITF Мольєрусса, Іспанія | Тверде   | Нурія Ройг      | Марія Хосе Санчес Алаєто Марія Пілар Санчес Алаєто | 7–6(2), 6–3      |
| Перемога  | 2    | 27 травня 2007 | ITF Ель-Пасо, США       | Тверде   | Ніна Мунх-Сеґор | Ashlee Brown Sabrina Capannolo                     | 5–7, 6–3, 7–6(1) |
| Перемога  | 3    | 29 травня 2007 | ITF Х'юстон, США        | Тверде   | Ніна Мунх-Сеґор | Кімберлі Кутс Крістіна Макгейл                     | 7–6(2), 7–5      |
| Поразка   | 1    | 29 липня 2007  | ITF Евансвілл, США      | Тверде   | Ніна Мунх-Сеґор | Дженна Лонґ Anna Lubinsky                          | 1–6, 6–3, 2–6    |

## Участь у Кубку Федерації

### Одиночний розряд (3–0)
| Розіграш                           | Дата           | Місце              | Супротивник | Покриття | Суперниця       | W/L | Рахунок  |
| ---------------------------------- | -------------- | ------------------ | ----------- | -------- | --------------- | --- | -------- |
| 2001 Fed Cup Europe/Africa Zone II | 14 травня 2001 | Анталія, Туреччина | Egypt       | Ґрунт    | Ноха Мохсен     | W   | 6–2, 6–4 |
| 2001 Fed Cup Europe/Africa Zone II | 14 травня 2001 | Анталія, Туреччина | Lesotho     | Ґрунт    | Liako Selokoma  | W   | 6–0, 6–0 |
| 2001 Fed Cup Europe/Africa Zone II | 17 травня 2001 | Анталія, Туреччина | Вірменія    | Ґрунт    | Tatevik Babayan | W   | 6–3, 6–2 |

### Парний розряд (2–3)
| Розіграш                           | Дата           | Місце              | Супротивник                                   | Покриття | Партнерка           | Суперниці                     | W/L | Рахунок  |
| ---------------------------------- | -------------- | ------------------ | --------------------------------------------- | -------- | ------------------- | ----------------------------- | --- | -------- |
| 2001 Fed Cup Europe/Africa Zone II | 14 травня 2001 | Анталія, Туреччина | Egypt                                         | Ґрунт    | Мервана Югич-Салкич | Nermien Abaza Rawya Seif      | W   | 6–3, 6–0 |
| 2001 Fed Cup Europe/Africa Zone II | 23 квітня 2003 | Анталія, Туреччина | Kenya                                         | Ґрунт    | Lejla Husić         | Esther Mbugua Florence Mbugua | W   | 6–0, 6–2 |
| 2002 Fed Cup Europe/Africa Zone I  | 24 квітня 2002 | Анталія, Туреччина | Збірна Нідерландів з тенісу в Кубку Федерації | Ґрунт    | Maja Mešanović      | Крісті Богерт Седа Норландер  | L   | 1–6, 4–6 |
| 2002 Fed Cup Europe/Africa Zone I  | 25 квітня 2002 | Анталія, Туреччина | Ізраїль                                       | Ґрунт    | Maja Mešanović      | Ципора Обзилер Гіла Розен     | L   | 0–6, 1–6 |
| 2002 Fed Cup Europe/Africa Zone I  | 26 квітня 2002 | Анталія, Туреччина | Румунія                                       | Ґрунт    | Maja Mešanović      | Ралука Чокіне Магда Міхалаке  | L   | 2–6, 5–7 |